# レフロア郡 (ミシシッピ州)
レフロア郡（英: Leflore County）は、アメリカ合衆国ミシシッピ州のミシシッピ・デルタ地域に位置する郡である。人口は2万8339人（2020年）。郡庁所在地はグリーンウッドであり、同郡で人口最大の都市である。郡名はチョクトー族インディアンの酋長グリーンウッド・レフロアに因んで名付けられた。
レフロア郡はグリーンウッド都市圏に属している。

## 歴史
レフロア郡は1871年に、キャロル郡、サンフラワー郡、タラハチー郡のそれぞれ一部を合わせて設立された。郡名はチョクトー族インデァインの酋長グリーンウッド・レフロアに因んで名付けられた。レフロアは1830年条約の署名者の1人であり、その条約でミシシッピ川の東にある土地全てをチョクトー族は売却した。チョクトー族の多くはインディアン準州（現在のオクラホマ州）に移住したが、レフロア自身はここに留まり、農園主となり、一時は政治家でもあった。
レフロア郡は公民権運動の時代にその活動や暴力行為が起こった舞台だった。1963年、郡内には投票年齢に達していた黒人が13,000人いたが、有権者登録していたのは270人に過ぎなかった。一方資格ある白人の95%は登録していた。学生非暴力強調委員会が963年初期にその本部をグリーンウッドに移し、同年3月下旬までに8人の委員が有権者登録をしようとして逮捕された。アメリカ合衆国司法省公民権部がグリーンウッド市とレフロア郡に対してその釈放を求める訴訟を起こした。この請求は地元裁判所で却下されたが、グリーンウッド市は学生を釈放する自発的な合意に至った。同年6月、イッタベナの市民45人が、有権者登録推進運動が行われていた教会が攻撃されたことに抗議して行進しているときに逮捕された。このときも公民権部は彼等の釈放を請求する訴訟も起こしたが、無駄だった。

## 地理
アメリカ合衆国国勢調査局に拠れば、郡域全面積は606.35平方マイル (1,570.4 km2)であり、このうち陸地591.93平方マイル (1,533.1 km2)、水域は14.42平方マイル (37.3 km2)で水域率は2.38%である。

### 主要高規格道路
- アメリカ国道49号線
- アメリカ国道82号線
- ミシシッピ州道7号線
- ミシシッピ州道8号線

### 隣接する郡
- タラハチー郡 - 北
- グレナダ郡 - 北東
- キャロル郡- 東
- ホームズ郡 - 南東
- ハンフリーズ郡 - 南西
- サンフラワー郡 - 西

### 国立保護地域
- マシューズ・ブレイク国立野生生物保護区
- セオドア・ルーズベルト国立野生生物保護区（部分）

## 人口動態
以下は2000年の国勢調査による人口統計データである。
| 基礎データ - 人口: 37,947人 - 世帯数: 12,956 世帯 - 家族数: 8,887 家族 - 人口密度: 25人/km2（64人/mi2） - 住居数: 14,097軒 - 住居密度: 9軒/km2（24軒/mi2） 人種別人口構成 - 白人: 30.00% - アフリカン・アメリカン: 67.73% - ネイティブ・アメリカン: 0.11% - アジア人: 0.65% - 太平洋諸島系: 0.04% - その他の人種: 0.98% - 混血: 0.50% - ヒスパニック・ラテン系: 1.90% 先祖による構成 - アフリカ系：67.73% - イギリス系：19% - スコットランド・アイルランド系：9.4% | 年齢別人口構成 - 18歳未満: 29.7% - 18-24歳: 13.1% - 25-44歳: 27.0% - 45-64歳: 18.2% - 65歳以上: 11.9% - 年齢の中央値: 30歳 - 性比（女性100人あたり男性の人口） - 総人口: 92.5 - 18歳以上: 87.5 世帯と家族（対世帯数） - 18歳未満の子供がいる: 35.4% - 結婚・同居している夫婦: 36.0% - 未婚・離婚・死別女性が世帯主: 27.6% - 非家族世帯: 31.4% - 単身世帯: 28.2% - 65歳以上の老人1人暮らし: 11.6% - 平均構成人数 - 世帯: 2.70人 - 家族: 3.33人 | 収入と家計 - 収入の中央値 - 世帯: 21,518米ドル - 家族: 26,059米ドル - 性別 - 男性: 25,959米ドル - 女性: 18,497米ドル - 人口1人あたり収入: 12,553米ドル - 貧困線以下 - 対人口: 34.8% - 対家族数: 29.1% - 18歳未満: 48.0% - 65歳以上: 24.5% |

## 都市と町

### 都市
- グリーンウッド - 郡庁所在地
- イッタベナ

### 町
- モーガンシティ
- シュレイター
- シドン

### 未編入の町
| - バークレア - ブラウニング - マクナット - ミンターシティ | - マネー - ライジングサン - ルビー - シェルマウンド | - サニーサイド - スウィフトタウン - クイトー |

### 廃村
- コロニータウン

## 州政府の機関
ミシシッピ州矯正省のために民間のコレクションズ・コーポレイション・オブ・アメリカが運営する刑務所、デルタ矯正施設が、郡内グリーンウッド市にある。

## 教育
郡内の公共教育は下記2つの教育学区が管轄している。
- グリーンウッド公共教育学区
- レフロア郡教育学区

私立学校としては、以前人種分離学校だったピロー・アカデミーがある。

### 高等教育機関
- ミシシッピ・バレー州立大学、イッタベナの北西1マイル (1.6 km)、未編入領域にある[8]。